# Redinha
Redinha és una freguesia portuguesa del municipi de Pombal, i parròquia de la diòcesi de Coïmbra, amb 42,08 km² d'àrea i 2.117 habitants (l'any 2011). La densitat de població n'és de 50,3 h/km².
Es troba al nord-est del municipi.

## Història
Fou vila i capital de municipi entre 1159 i 1842. Incloïa les freguesies de Redinha i Tapéus i tenia, al 1801, 1.848 habitants.
Habitada des de la romanització, va tenir el seu primer fur al 1159, concedit per En Gualdim Pais, mestre de l'Orde dels Templers.
El 29 de gener de 1186 el papa Urbà III imposa la butla Intelleximus ex autentico al mestre i cavallers de l'Orde del Temple per confirmar-los les esglésies de Pombal, Ega i Redinha, construïdes a les terres donades per Alfons I i les pren sota la protecció de la Santa Seu.
En el segle XIV, amb l'extinció de l'Orde del Temple, passa a l'Orde de Crist.
Rep un nou fur, atorgat per Manuel I, el 16 de maig de 1513, i comença un període de prosperitat que acaba amb les invasions franceses. És hui una de les freguesies més importants del municipi.
Fou seu del municipi fins a la invasió francesa. Amb aquest esdeveniment totes les autoritats en fugiren cap a Pombal.
Es va unir a Pombal al 1842, del qual se segregaria per decret llei de 7 de setembre de 1895 per integrar-ne el de Soure; torna, però, al municipi de Pombal per voluntat popular amb decret de 13 de gener de 1998.
Sobre el topònim d'aquesta freguesia, alguns diuen que prové de Roda, passat a Rodinha i posteriorment a Redinha.
Se situa en l'extrem nord-est del municipi, a la confluència d'aquest municipi amb els de Soure i Ansião, i s'estén pel vessant nord i oest de la serra de Sicó.
Al primer quart del segle xx, Redinha es descrivia a la <i>Guia de Portugal</i> com una “població molt pintoresca amb els molins moguts pel corrent de l'Anços, afluent d'Arunca. A l'entrada de la vila, hi ha un pont de pedra de tres arcs de gran antiguitat”. Es pensa que hi hagué una ciutat romana, de la qual existeixen prou vestigis inexplorats.
Fou un cente municipi, amb edifici de la càmera, cadena, forca i el seu pelourinho de cap cúbica i dut sobre un escadório poligonal de cinc graons.

## Llogarets
Agudos - Alvito - Anços - Arrancada - Arroteia - Barbosa - Barreiras - Bernardos - Boavista - Cabeço da Pena Redonda - Cabeço dos Corutos - Caeiro -Carramanha - Caruncho - Charneca - Corredoural - Costa do Alvito - Covão da Figueira - Ereiras - Estrada de Anços - Galiana - Gonçalinha - Gravio - Jagardo - Lâmpada - Martingança - Marco do Sul - Montais - Montalegre - Monte do Meio - Monte do Parabelo - Monte do Poio - Outeiro da Forca - Outeiro de Já Vou - Passada Má - Pelónia - Poio Velho - Poios - Pousadas Vedras - Quinta do Durão - Quinta do Tojal - Redinha - Senhora da Estrela - Vale de Sorsa - Vale do Poio - Vale Fetos - Vale Mansos - Vale Mouro - Zambujal

## Patrimoni
- Abric amb gravats rupestres a la Vall de Poio Novo
- Castell de Redinha
- Pelourinho de Redinha
- Església de Nossa Senhora da Conceição o església Matricial de Redinha
- Nucli Museològic i Etnogràfic del Ranxo Folklòric de Redinha
- Capella de Nostra Senyora de l'Estrella